# De thesauris in Peru
Il De Thesauris in Peru è un trattato scritto dal sacerdote domenicano spagnolo e riformista Bartolomé de Las Casas (1484 –17 luglio 1566), primo vescovo del Chiapas.

## Descrizione
In quest'opera, uno dei suoi ultimi lavori prima di morire, Las Casas difende vigorosamente i diritti dei popoli nativi del Perù contro lo schiavismo imposto dai primi conquistadores. L'opera si pone anche il dubbio sulla legittimità del diritto spagnolo di prendere possesso dell'oro e dell'argento pagati per la liberazione di Atahualpa, imperatore Inca, così come dei beni di valore saccheggiati dai luoghi sepolcrali della popolazione indigena.
Quale colono del Nuovo Mondo, si dichiara spaventato dal comportamento che i conquistadores tengono nei confronti dei nativi americani. Nel De thesauris in Peru, dedicato a re Filippo II di Spagna, Las Casas ammette di aver supportato le atrocità appena giunto nel Nuovo Mondo, ma di essere convinto che queste azioni avrebbero portato al collasso della Spagna a causa della punizione divina. Secondo Las Casas, era dovere degli spagnoli convertire gli indiani, che sarebbero diventati fedeli alla corona, piuttosto che ucciderli. Per eliminare il giogo della schiavitù che pesava su di loro, Las Casas suggerisce di utilizzare gli africani al loro posto, salvo poi ricredersi quando viene a sapere di come sono trattati gli schiavi africani.